# Cratéis
En la mitología griega Cratéis, Crateis o Crateide (en griego Κραταιίς, -ίδος: Krataiís, que sugiere «poderosa») fue la madre de la monstruosa Escila. Circe alerta a Odiseo y así nos dice en la Odisea:

Si te paras armado de frente a aquel risco, me temo que (Escila), volviendo a lanzarse, os alcance otra vez con las mismas seis cabezas y os saque del barco otros tantos varones; sólo os queda remar bien aprisa y llamar en socorro a Cratéis, la madre de Escila, que trajo a los hombres esa plaga: ella sola podrá contener sus ataques.

Cratéis es un personaje puramente homérico. Algunos otros autores, siguiendo la misma tradición, también dicen que Cratéis es la madre de Escila, entre ellos Ovidio, Apolodoro, Servio y Platón. Para Higino Cratéis es un río. A menudo no se cita el consorte de Cratéis, si es que hubo alguno. Por lo menos Apolodoro dice que Escila era hija de Cratéis y Trieno o Forco, pero no indica quiénes son; pero a Forco se le asocia de manera natural con Forcis. El escoliasta de Platón dice que el padre de Escila era Tirreno o Forco, pero «tirreno» es un nombre genérico que hace referencia a los pueblos alejados de la Hélade; así leemos, por ejemplo, que Agrio, Latino y Telégono, habidos por Circe y Odiseo, «al fondo de las islas sagradas reinaban sobre los tirrenos». Eustacio, no obstante, dice que Tritón fue el padre de Escila (sin especificar consorte), acaso leyendo «Tritón» en vez de «Tirreno»; pero duda y añade que Escila pudiera ser hija de Poseidón y Cratéis Apolonio de Rodas dice que Cratéis es otro nombre de Hécate: «la funesta Escila de Ausonia, a quien alumbró para Forco la noctívaga Hécate, a la que llaman Cratéis». Semos de Delos, para unificar las diferentes versiones, dice que Cratéis era hija de Hécate y Tritón, y que unida a Deimos engendró a Escila.